# Kościół Pentekostalny w Lesznie

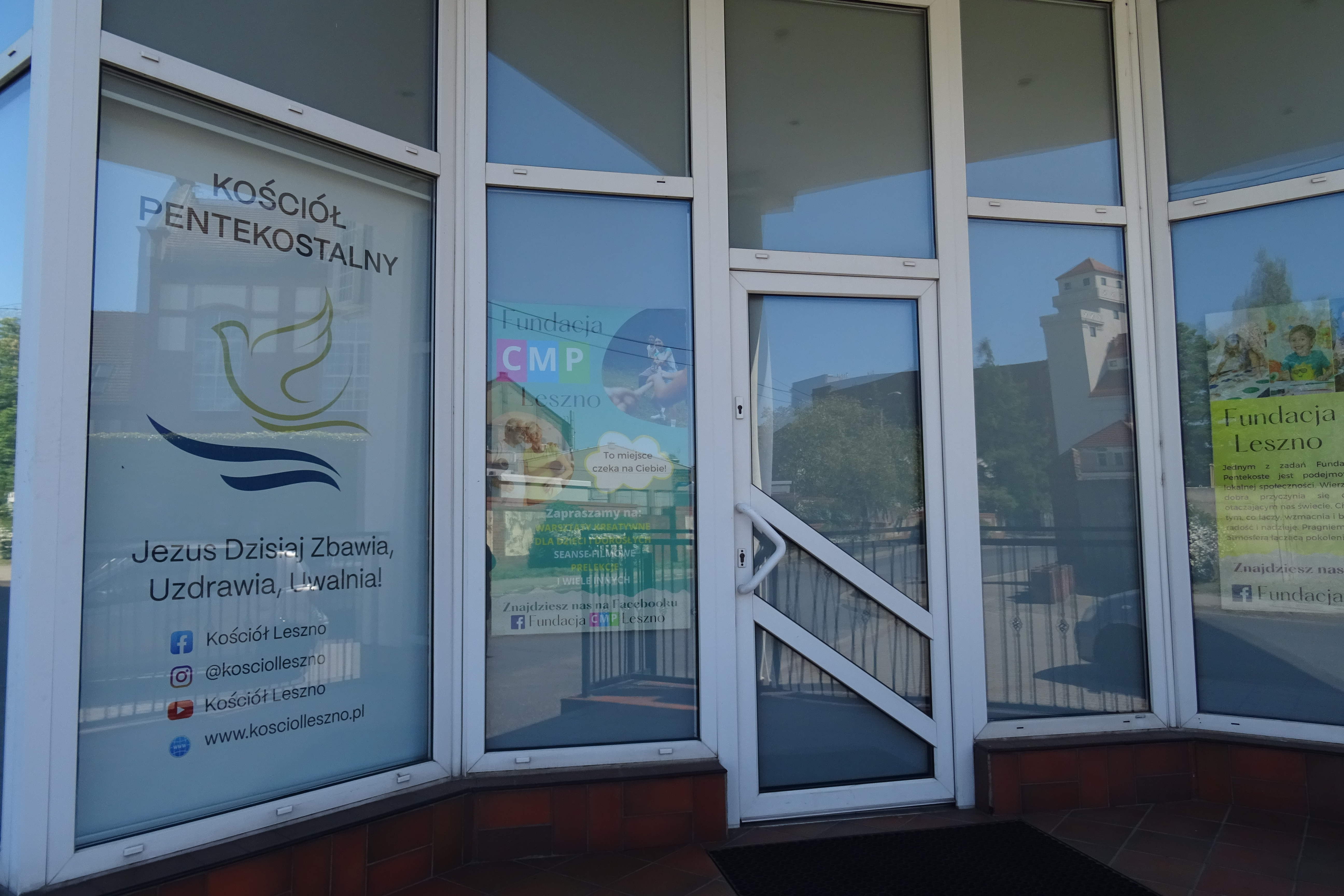
Budynek Kościoła Pentekostalnego w Lesznie

Kościół Pentekostalny w Lesznie – niezależny kościół protestancki znajdujący się w Lesznie, przy ulicy Przemysłowej 12a. Jest częścią nurtu zielonoświątkowego. Zbór deklaruje się jako zielonoświątkowa wspólnota ewangelikalna. 
Nabożeństwa odbywają się w niedziele o godzinie 10:00 oraz środy o godzinie 18:00.
Uznają chrzest w wieku świadowym, a także chrzest w Duchu Świętym. Uznają Biblię za jedyny pisany autorytet w kwestii prawd wiary. Wspólnota Kościoła Pentekostalnego praktykuje chrzest wiary, który odbywa się poprzez zanurzenie w wodzie. Praktyka ta jest zgodna z greckim słowem baptidzo, używanym w Piśmie Świętym na określenie chrztu, oznaczającym „zanurzyć” lub „pogrążyć”.
Warunkiem przyjęcia chrztu jest wcześniejsze świadome wyznanie wiary w Jezusa Chrystusa oraz doświadczenie nowonarodzenia. Opiera się to na słowach Jezusa: „Zaprawdę, zaprawdę, powiadam ci, jeśli się kto nie narodzi na nowo, nie może ujrzeć Królestwa Bożego”. Oznacza to, że chrzest jest aktem świadomej decyzji osoby dorosłej lub młodzieży zdolnej do podjęcia samodzielnej decyzji.
Udzielającym chrztu jest zazwyczaj pastor. Podczas ceremonii osoba chrzczona publicznie wyznaje swoją wiarę w Jezusa Chrystusa. Następnie pastor wypowiada formułę: „Na podstawie twego wyznania wiary, chrzczę cię w imię Ojca, Syna i Ducha Świętego” i zanurza osobę w wodzie.
Kościół aktywnie uczestniczy w procesie wychowania i kształcenia dzieci oraz młodzieży, opierając swoje działania na nauce biblijnej. Głównym celem tej działalności jest wprowadzenie kolejnych pokoleń w poznanie Jezusa Chrystusa oraz umożliwienie im doświadczania relacji z Bogiem.
W Kościele Pentekostalnym udzielane są też śluby, które odbywają się podczas uroczystego nabożeństwa, w obecności pastora zboru oraz zgromadzonych gości. Para młoda ślubuje sobie wierność, miłość i uczciwość małżeńską "aż do śmierci", symbolicznie wymieniając obrączki jako znak wzajemnego uczucia.